# Poniatów (Wałbrzych)
Poniatów (deutsch Seitendorf) ist ein Stadtteil der Großstadt Wałbrzych (deutsch: Waldenburg) in der Woiwodschaft Niederschlesien in Polen.

## Geographie

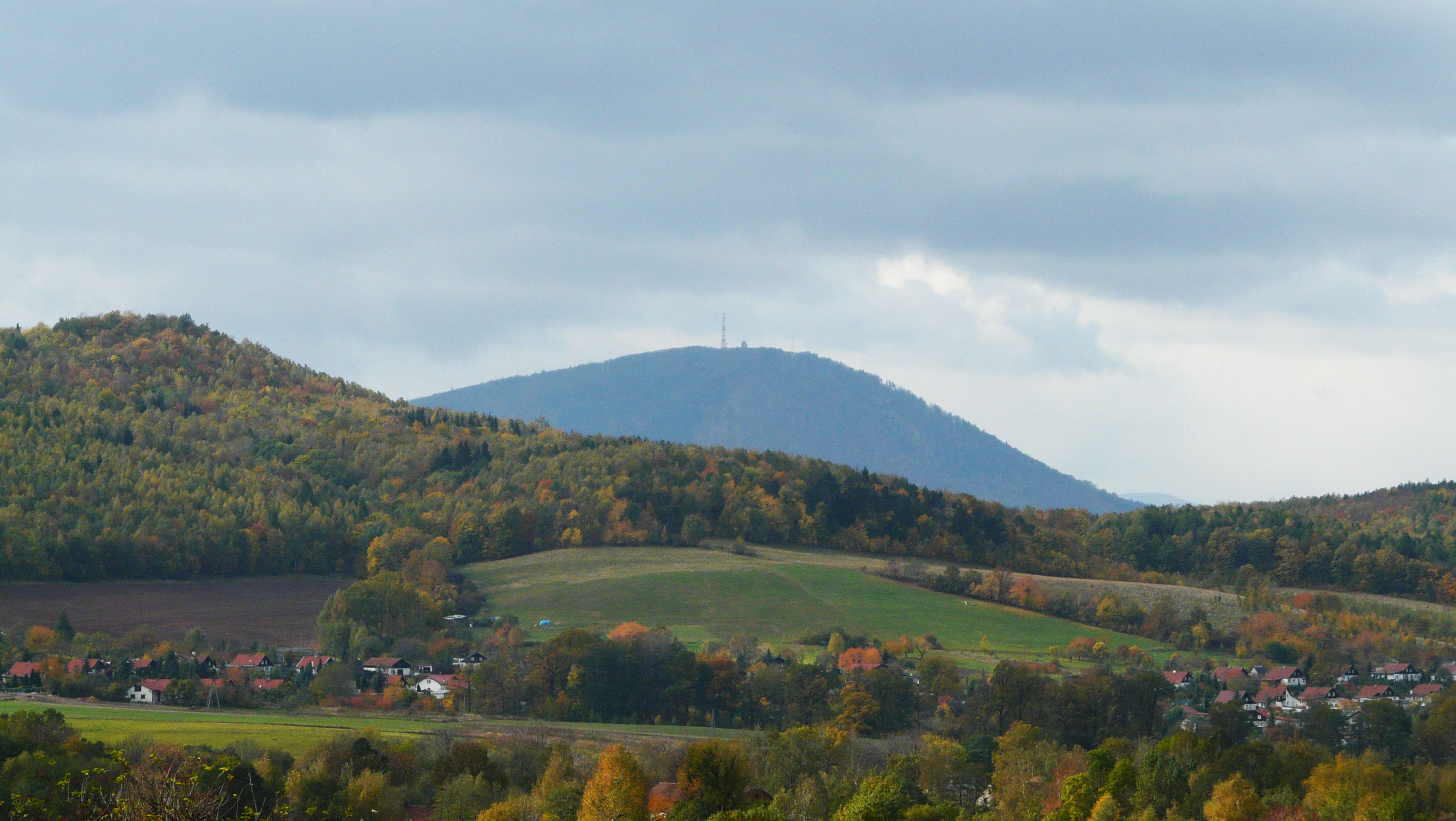
Poniatów im Hintergrund der Hochwald

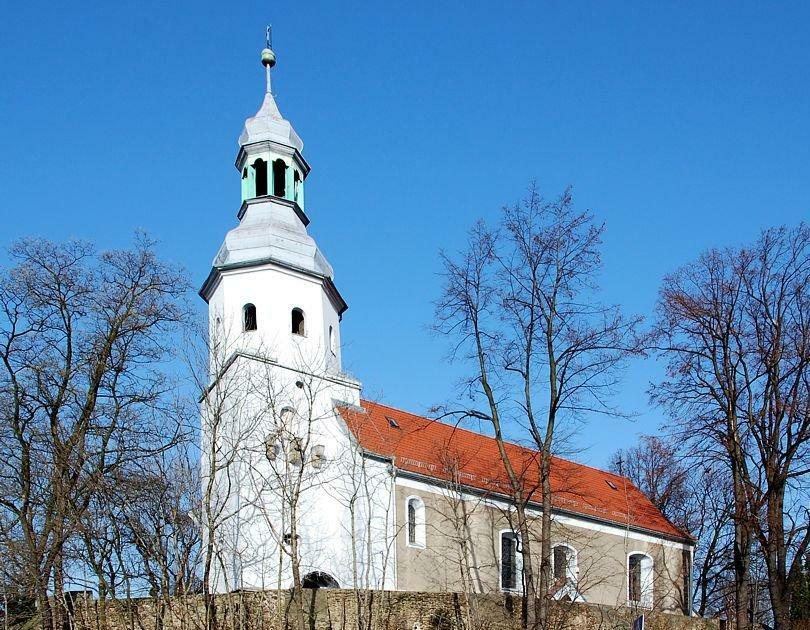
Herz-Jesu-Kirche in Poniatów

Poniatów liegt am nordöstlichen Stadtrand von Wałbrzych. Nachbarorte sind Lubiechów (Liebichau) im Norden, Pogorzała (Seifersdorf) und Modliszów (Hohgiersdorf) im Osten, Dittmannsdorf im Südosten, Stary Zdrój im Südwesten, Szczawno-Zdrój im Westen und Szczawienko im Nordwesten.

## Geschichte
Seitendorf wurde erstmals 1305 im Breslauer bischöflichen Zinsregister als „Sybothonis villa“ erwähnt, was im Zusammenhang mit dem Namen der Adelsfamilie Sebottendorf stehen könnte. Es gehörte zum Herzogtum Schweidnitz und gelangte mit diesem zusammen 1392 an die Krone Böhmen. 1410 wurde es als „Seitindorff“ bezeichnet und 1453 von der Familie von Czettritz erworben, in deren Besitz es bis 1925 verblieb. Da die Herren von Czettritz Anhänger der Reformation waren, konnte sie sich auch auf deren Herrschaftsgebiet ausbreiten. Die während der Reformation als evangelisches Gotteshaus genutzte Kirche wurde 1654 an die Katholiken zurückgegeben.
Nach dem Ersten Schlesischen Krieg 1742 fiel Seitendorf zusammen mit fast ganz Schlesien an Preußen. Ein Jahr später wurde ein evangelisches Bethaus errichtet. Für das Jahr 1755 sind 34 Bauern, 72 Gärtner und 16 Hofegärtner belegt. 1771 betrug die Einwohnerzahl 682, davon 23 Hausweber. Bis 1840 stieg die Zahl der Einwohner auf 1335, die Anzahl der Webstühle auf 216. Nach 1850 wurden bei einem Brand im Seitendorfer Schloss u. a.  zahlreiche Dokumente vernichtet.
Seit 1874 war die Landgemeinde Seitendorf Sitz des gleichnamigen Amtsbezirks, zu dem auch der Gutsbezirk Seitendorf gehörte. Bereits 1898 erhielt Seitendorf mit der Haltestelle Streckenbach Anschluss an die Waldenburger Kreisbahn. 1909 wurde eine evangelische Kirche errichtet. 1925 verkaufte die Familie von Czettritz den Seitendorfer Gutsbezirk an die Stadt Waldenburg. 1929 wurde ein Teil des Gutsbezirks in den Stadtbezirk Waldenburg eingemeindet. 1925 lebten 2268 Menschen in Seitendorf, 1939 waren es 2954.
Als Folge des Zweiten Weltkriegs fiel Seitendorf 1945 wie fast ganz Schlesien an Polen und wurde in Poniatów umbenannt. Die deutsche Bevölkerung wurde, soweit sie nicht schon vorher geflohen war, vertrieben. Die neuen Bewohner waren zum Teil Heimatvertriebene aus dem von der Sowjetunion besetzten Ostpolen. 1973 wurde Poniatów in die Stadt Wałbrzych eingemeindet.

## Söhne und Töchter
- Martin Mährlein (1892–1973). deutscher Politiker
- Alfred Reich (1908–1970), deutscher Gartenarchitekt